# New-York-City-Marathon

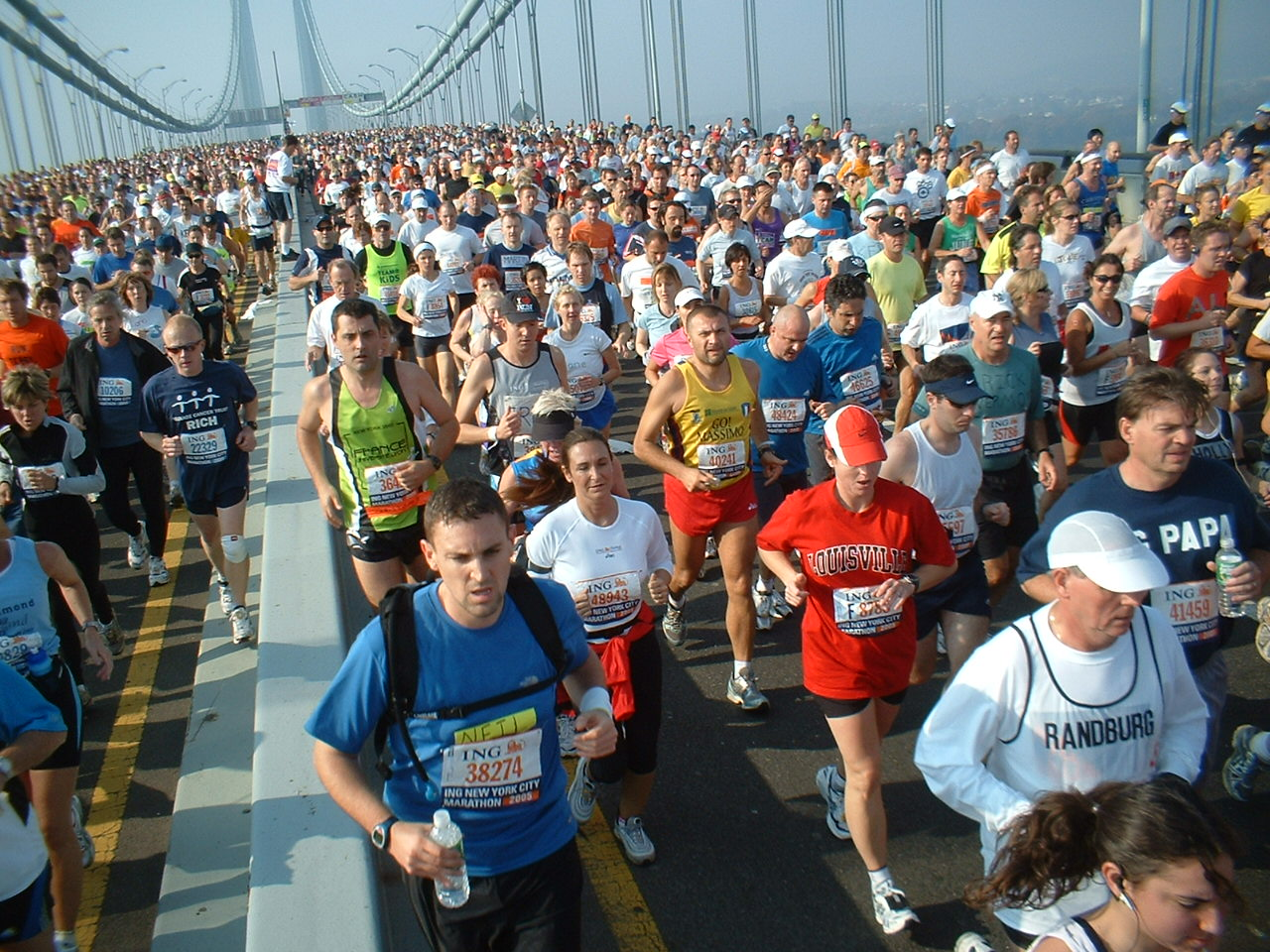
Läufer kurz nach dem Start auf der Verrazano-Narrows-Brücke beim New-York-City-Marathon 2005

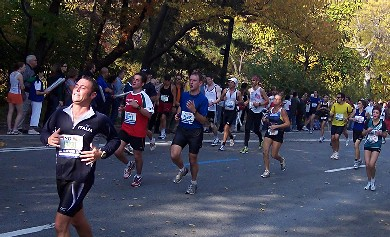
Läufer im Central Park beim New-York-City-Marathon 2005

Der New-York-City-Marathon (umgangssprachlich auch New-York-Marathon; mit vollem Namen TCS New York City Marathon nach dem Hauptsponsor Tata Consultancy Services) ist ein Marathon, der am ersten Sonntag im November in New York City stattfindet. Er wird seit 1970 jährlich von der Organisation New York Road Runners veranstaltet.
Er zählt neben dem Boston-Marathon und dem Chicago-Marathon zu den wichtigsten und größten Laufveranstaltungen in den USA und hat sich 2006 mit diesen beiden Veranstaltungen sowie dem London-Marathon und dem Berlin-Marathon zu den World Marathon Majors zusammengeschlossen.
2016 wurde mit 51.394 Finishern bei insgesamt 51.999 Startern ein Teilnehmerrekord aufgestellt. 2019 waren es 53.639 Teilnehmer (laut runnersworld). Er ist damit, abgesehen von der 50. Ausgabe des Berlin-Marathons im Jahr 2024, bei dem 53.994 Finisher ins Ziel gingen, der teilnehmerstärkste Marathon der Welt.
Anfänglich eine kleine Veranstaltung im Central Park mit wenigen hundert Läufern, wurde der Marathon 1976 aus Anlass der Feierlichkeiten zum 200-jährigen Jubiläum der Unabhängigkeit der Vereinigten Staaten erstmals auf alle fünf New Yorker Stadtbezirke erweitert. Dies war so erfolgreich, dass er seither jedes Jahr in dieser Form stattfindet. Im Jahr 2012 musste er wegen der Folgen des Hurrikans Sandy zwei Tage vor dem Start abgesagt werden. Im Jahr 2020 wurde der Marathon aufgrund der COVID-19-Pandemie abgesagt.
In den ersten Jahren Mitte September veranstaltet, fand er 1976 bis 1985 Ende Oktober statt. Seit 1986 hat er seinen heutigen Termin, das ist der erste Sonntag im November. Ausnahmen waren 1993 und 1995, als er erst am zweiten Sonntag im November stattfand.
Der Veranstaltung wurde 2014 der Prinz-von-Asturien-Preis zugesprochen.

## Strecke

Streckenverlauf 2013, in ähnlicher Form schon seit 1976 verwendet

Der New-York-Marathon ist kein Rundkurs, sondern geht von Fort Wadsworth auf Staten Island über Brooklyn, Queens und die Bronx nach Manhattan, wo sich im Central Park das Ziel befindet. Wegen der großen Teilnehmerzahl wird mittlerweile in vier Wellen (von 2008 bis 2011 in drei Wellen) mit etwa 30 Minuten Abstand gestartet. In jeder Welle gibt es drei Startspuren, die erst bei Meile 8 (12,9 Kilometer) endgültig vereinigt werden. Die professionellen Läuferinnen starten separat schon einige Zeit vor den Hauptwellen, ebenso die Teilnehmer in der Rollstuhlklasse. Die professionellen Läufer starten an der Spitze der ersten Hauptwelle.
Gleich zu Beginn muss man den höchsten Punkt der Strecke, die Verrazzano-Narrows Bridge mit einer Spannweite von 3 km, erlaufen. Danach geht es durch Brooklyn, wo man zwischen Meile 4 (6,3 km) und Meile 8 (12,9 km) auf der 4th Avenue fast nur geradeaus läuft. Über die Pulaski Bridge, auf deren Auffahrrampe sich der Halbmarathonpunkt (21,098 km) befindet, geht es nach Queens. Von diesem Stadtteil gelangt man auf die Queensboro Bridge, die nach Manhattan und auf die First Avenue führt. Dort geht es rund 5,5 km Richtung Norden und über die Willis Avenue Bridge in die Bronx. Nach etwas über einer Meile geht es über die Madison Avenue Bridge wieder zurück nach Manhattan durch den Stadtteil Harlem auf die Fifth Avenue. Nun läuft man an der Museumsmeile New Yorks entlang zur Ostseite des Central Park. Nahe dem Guggenheim-Museum wechseln die Läufer auf den East Drive im Park selbst, bis sie kurzzeitig wieder den Park verlassen und über Central Park South laufen, wo besonders viele Zuschauer für Stimmung sorgen. Danach geht es am Columbus Circle zurück in den Central Park, dem Ziel an der Tavern on the Green entgegen. 12.000 Helfer sind dabei im Einsatz, um die mehr als 50.000 Läufer zu betreuen.
Insgesamt sind fünf Brücken auf der Strecke zu überqueren. Es ist ein anspruchsvoller Marathon, der im Vergleich zu den großen Marathons in Deutschland wie Berlin, Hamburg, Frankfurt oder Köln im Elitefeld rund zwei Minuten und von Freizeitläufern etwa fünf bis zehn Minuten langsamer gelaufen wird.

## Geschichte

### Anfänge im Central Park
Am ersten Marathonlauf am 13. September 1970 nahmen 127 Teilnehmer teil, von denen lediglich 55 das Ziel erreichten. Unter den Teilnehmern war nur eine Frau Nina Kuscsik, die jedoch angeschlagen aufgeben musste, so dass es nur einen männlichen Sieger gab.
Der niedrige Anteil der Finisher blieb noch einige Jahre bestehen. Erst seit 1979 kommen regelmäßig 90 % und mehr der angemeldeten Läufer ins Ziel.
Die Teilnehmerzahlen stiegen langsam weiter: 1971 waren schon 245 Läufer am Start, 1974 dann schon über 500. Bis 1975 fand der Marathon im Central Park statt, wo vier Runden absolviert wurden. Dies verursachte zunehmend organisatorische Probleme, da es mit höheren Teilnehmerzahlen schwieriger wurde, die Rundenzählung für jeden Läufer durchzuführen.

### Ausweitung auf alle fünf Stadtbezirke
Im Vorfeld des Marathons 1976 kam der Vorschlag auf, aus Anlass des 200-jährigen Jubiläums der amerikanischen Unabhängigkeitserklärung den Marathon durch alle fünf New Yorker Stadtbezirke zu führen. Dies war umstritten, da New York damals stark von Kriminalität betroffen war und viele der zu durchlaufenden Stadtteile als gefährlich galten. Die gewählte Strecke glich in Grundzügen der heutigen. Die Veränderung brachte einen Anstieg der Teilnehmerzahlen von 534 auf über 2000 mit sich. Trotz der Befürchtungen kam es zu keinen negativen Vorfällen. Neben positiver Resonanz in den Medien fand der Lauf in der Bevölkerung große Beachtung. Daher wurde die Streckenführung in den folgenden Jahren beibehalten.
Die Teilnehmerzahlen stiegen rasant. 1979 waren erstmals mehr als 10.000 Läufer im Ziel, 1985 dann über 15.000. Zunehmend spielten organisatorische Begrenzungen eine Rolle bei der Teilnehmerzahl, so dass es seither zu Beschränkungen der Teilnehmerzahl und der Anwendung von Auswahlverfahren kommt. Die Größe des Kontingents wurde immer weiter erweitert: 1987 waren erstmals über 20.000 Läufer im Ziel, 1997 überschritt man die 30.000, 2009 die 40.000 und 2013 schließlich die 50.000. Die Zuschauerresonanz stieg erheblich, auch wenn die vom Veranstalter genannte Zahl von zwei Millionen Schaulustigen weit übertrieben sein dürfte.
Im Jahr 1992 wurde eine eigene Klasse für Rennrollstühle und Handbikes eingeführt. Bis 1999 wurden beide Geräte gemeinsam gewertet, seither in separaten Klassen.

### Schlüsselfigur Fred Lebow

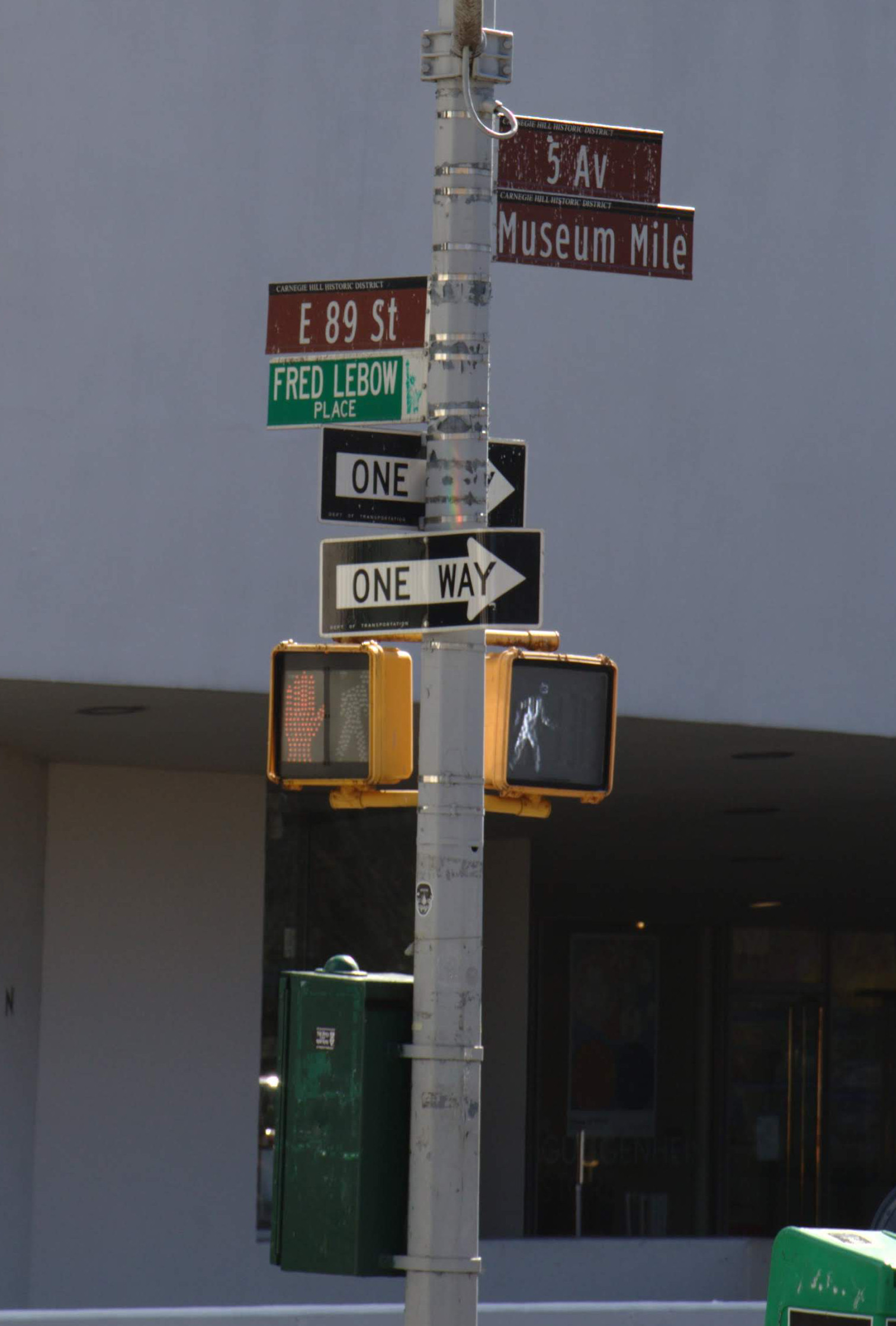
Straßenschild Ecke 89. Straße und 5. Avenue in New York City mit der Bezeichnung Fred Lebow Place

Ein erheblicher Teil dieses Erfolges ist dem 1994 verstorbenen Organisator Fred Lebow zuzuschreiben, der als umtriebiger Vorsitzender der New York Road Runners und Renndirektor des Marathons mit immer neuen Ideen den Laufsport in New York und damit auch den Marathon förderte. Er nahm 1970 und 1971 selbst teil, konnte dies dann aber nicht mehr aufgrund der zunehmenden Belastung durch die Organisation des Laufs. Er wirkte auch maßgeblich bei der Erweiterung des Laufs auf alle fünf Stadtbezirke mit, die den Grundstein für den großen Erfolg der Veranstaltung legte. Beim New-York-City-Marathon 1992, zwei Jahre nachdem ein Gehirntumor bei ihm festgestellt worden war, nahm er zum dritten und letzten Mal selbst als Läufer teil. Zu seinen Ehren wurde ein Denkmal geschaffen, das seinen regulären Standort auf Höhe der 90. Straße nahe der Zentrale der New York Road Runners direkt an einem Laufpfad des East Drive im Central Park hat. Jedes Jahr zum Marathon wird es zur Ziellinie bei der Tavern on the Green versetzt, um dort die Finisher zu begrüßen, ähnlich wie es Lebow zu seinen Lebzeiten selbst tat. Die Straßenecke nahe dem regulären Standort der Statue wurde zu seinen Ehren mit der Bezeichnung „Fred Lebow Place“ versehen.

### Nach 2000: Sponsoren und erste Absage
Bis 2002 hatte der Lauf verschiedene Sponsoren, aber trug keinen Sponsorennamen im Titel. Im Jahr 2003 wurde er in „ING New York City Marathon“ nach dem neuen Hauptsponsor ING Groep umbenannt. Am 4. November 2013, am Tag nach dem Marathon, übernahm Tata Consultancy Services als Hauptsponsor, weswegen der Lauf seit 2014 „TCS New York City Marathon“ heißt.
2007 fand am Vorabend des New-York-City-Marathons das Ausscheidungsrennen des US-Leichtathletikverbandes für die Olympischen Spiele 2008 im Central Park statt. Die Fahrkarten nach Peking sicherten sich auf dem welligen Kurs Ryan Hall, Dathan Ritzenhein und Brian Sell. Überschattet wurde das Rennen durch den Herztod des Mitfavoriten Ryan Shay, der bei km 9 zusammenbrach.
Im Jahr 2012 musste der Lauf zum ersten Mal abgesagt werden. Nach dem Hurrikan Sandy 2012 war von Seiten der Veranstalter und dem Bürgermeister angenommen worden, den Lauf wie geplant durchzuführen. Da der Sturm aber zahlreiche Opfer gefordert hatte und nach wie vor weite Teile der Stadt im Ausnahmezustand waren, gab es starke Kritik an der geplanten Ausrichtung des Marathons. Er wurde schließlich am 2. November, zwei Tage vor dem geplanten Datum, abgesagt. Einige der angemeldeten Teilnehmer und Helfer, die sich unter anderem zu Getränke- und Medaillenausgabe bereit erklärt hatten, halfen stattdessen bei den Aufräumarbeiten, während andere sich zu einem informellen Marathon im Central Park versammelten. Ein Vorwurf gegen die Veranstalter und die Entscheidungsträger der Stadt New York war, die Absage zu spät vorgenommen zu haben, um nicht die Einnahmen durch die anreisenden Läufer zu verlieren. Die Kontroversen um die Absage des Marathons und den Zeitpunkt der Bekanntgabe dieser Entscheidung dauerten noch eine Weile an. Als Reaktion darauf wurden allen angemeldeten Teilnehmern des Laufs drei Möglichkeiten angeboten: eine Rückzahlung der Startgebühren, ein Startplatz im New-York-City-Halbmarathon 2013 oder ein Startplatz zum Marathon im Jahr 2013, 2014 oder 2015. 19.000 der registrierten Teilnehmer von 2012 wählten einen Startplatz im Marathon von 2013.

### Zweite Absage wegen der COVID-19-Pandemie
Im Jahr 2020 musste der Marathonlauf erneut abgesagt werden, da für Sportler, Helfer und Zuschauer erhebliche Sicherheits- und gesundheitliche Bedenken infolge der COVID-19-Pandemie bestanden. Den angemeldeten Läufern wurde angeboten, entweder die Startgebühr zurückzuerhalten, an einem der Marathons in den Jahren 2021–23 teilzunehmen oder das Startgeld an ein Förderprogramm der NYRR zu spenden. Von 17. Oktober bis 1. November 2020 fand ein virtueller Marathon statt, an dem Läufer in der ganzen Welt auf ihren eigenen Marathonstrecken teilnehmen konnten.
Am 17. Mai 2021 wurde bekanntgegeben, dass der Lauf 2021 stattfinden wird, jedoch mit einigen Einschränkungen: das Teilnehmerfeld wird auf ca. 33.000 Läufer beschränkt. Bevorzugt werden Läufer, die 2020 einen Startplatz hatten und als bevorzugte Alternative die Teilnahme am Lauf 2021 gewählt haben. Auch Anmeldungen von Personen, die schon 15 NYC-Marathons zuvor absolviert hatten, erhalten garantierte Startplätze. Plätze, die von autorisierten Wohltätigkeitsorganisationen gegen Spenden vergeben werden, und Plätze für touristische Anbieter wird es 2021 ebenfalls geben. Im Gegensatz zum üblichen Verfahren werden jedoch keine neuen Plätze über Qualifikationszeiten vergeben. Es wird auch keine Lotterie veranstaltet. Die Anmeldung war von 8. bis 15. Juni 2021 geöffnet.

### Rückkehr zur vorigen Kapazität
Im Jahr 2022 fand der Lauf wieder mit der vollen Kapazität von 50.000 Läufern statt. Für die Lotterieplätze gingen 84.000 Bewerbungen ein. 47.840 Teilnehmer kamen ins Ziel.

## Erfolgreiche und prominente Teilnehmer

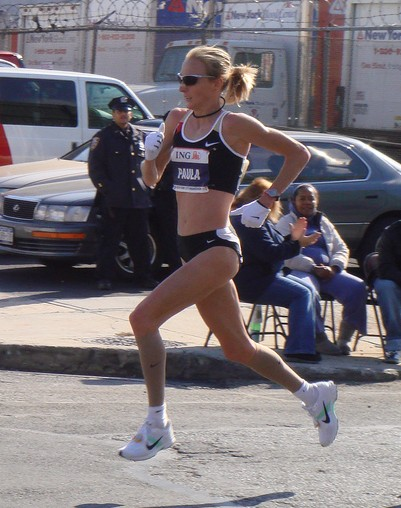
Paula Radcliffe 2007 auf dem Weg zum Sieg

Die erfolgreichste Teilnehmerin war Grete Waitz, die von 1978 bis 1988 bei jeder ihrer neun Teilnahmen siegen konnte. In den Jahren 1981 und 1987 nahm sie nicht teil, im Jahr 1990 wurde sie Vierte. Ursprünglich kam sie von kürzeren Distanzen – unter anderem stellte sie 1975 und 1976 Weltrekorde im 3000-Meter-Lauf auf. Als sie sich für den Marathon 1978 anmeldete, weckte dies gleich das Interesse des Renndirektors Fred Lebow, mit dem sie ab dann eine Freundschaft verband. Sie nahm auch erfolgreich an anderen Rennen der New York Road Runners (NYRR) teil. 1992 startete sie zum letzten Mal beim Marathon in New York, als sie den vom Krebs gezeichneten Lebow bei dessen einziger Teilnahme seit der Einführung des Marathons durch alle fünf Stadtbezirke begleitete und daher nur auf den 4768. Platz kam.
Erfolgreichster männlicher Läufer ist Bill Rodgers, der 1974 einen fünften Platz erreichte und dann von 1976 bis 1979 viermal in Folge siegen konnte. Nach Unstimmigkeiten über Preisgelder und Sponsoren startete er in Folge nicht mehr in New York, sondern bei anderen großen Läufen.
Mary Keitany, Paula Radcliffe und Alberto Salazar sind die einzigen anderen Teilnehmer, die mehr als zweimal siegen konnten.
Die erfolgreichsten Teilnehmer aus Deutschland waren Uta Pippig, die 1993 siegen konnte, und Herbert Steffny als Dritter 1984, aus der Schweiz die Siegerin von 1997, Franziska Rochat-Moser, sowie der Siebte von 2005, Viktor Röthlin.
Viele Prominente haben den New-York-City-Marathon bislang für einen Auftritt genutzt. 1999 nahmen der damalige deutsche Außenminister Joschka Fischer sowie der Kärntner Landeshauptmann Jörg Haider teil. Lance Armstrong lief hier nach dem Rücktritt vom Radsport 2006 seinen ersten Marathon und blieb knapp unter drei Stunden. 2013 nahm auch die Schauspielerin Pamela Anderson zugunsten einer Hilfsorganisation für Erdbebenopfer in Haiti teil.

## Begleitprogramm
Neben dem Lauf am Sonntag gibt es seit vielen Jahren ein Begleitprogramm.

### Eröffnungszeremonie
Am Freitagabend findet eine Eröffnungszeremonie statt, zu der auch eine Parade stattfindet, bei der Läufer aus den Heimatländern der Teilnehmer ihre Nationalflaggen tragen. Die Veranstaltung ist offen. Läufer können sich als Flaggenträger bewerben.

### Messe
Die Startnummernausgabe findet im Rahmen einer großen Messe für Laufsportartikel statt. Veranstaltungsort ist das Jacob Javits Convention Center im Westen Manhattans.

### Lauf am Vortag
Seit vielen Jahren wird am Vortag des Marathons ein kleinerer Lauf ausgetragen, der vor dem Hauptquartier der Vereinten Nationen startet und an der Ziellinie des Marathons endet. Vor 2011 trug dieser den Namen „International Friendship Run“ und hatte üblicherweise eine Strecke von fünf Meilen. Seit 2011 heißt er „Dash to the Finish Line“ und ist ein 5000-Meter-Lauf. Ursprünglich gab es keine Zeitmessung und die Läufer waren die Teilnehmer des New-York-City-Marathons. Mittlerweile ist es ein separater, für alle offener Lauf, der mit einer zusätzlichen Startgebühr versehen ist und ein Preisgeld auslobt.

### Dinner
Schon seit Zeiten Fred Lebows findet am Vorabend des Marathons ein kohlenhydratreiches Dinner statt.

## Teilnahme
Alle Läufer müssen am Renntag mindestens 18 Jahre alt sein.

### Interessenten
Der New-York-City-Marathon ist der weltweit größte Marathonlauf mit mittlerweile über 50.000 Finishern. Wie viele größere Läufe muss auch dieser die Anmeldezahlen begrenzen, da das Interesse die organisatorisch realisierbaren Teilnehmerzahlen bei weitem übersteigt. So liegt die Zahl der Interessenten regelmäßig bei über 100.000 (2015 bewarben sich fast 130.000 Personen.).
Schon in den 1980er Jahren konnte nicht mehr jeder Interessent zugelassen werden. Damals wurden die Anmeldungen u. a. nach dem Poststempel angenommen, so dass es schon am ersten Anmeldungstag direkt nach Mitternacht einen Ansturm gab, um einen möglichst frühen Stempel zu ergattern.
Seit 1999 wird ein mehrgleisiges System verwendet. Ein Teil der Plätze wird kommerziell angeboten, ein weiterer Teil zugunsten wohltätiger Organisationen abgegeben. Weiterhin gibt es Kriterien für die garantierte Aufnahme in den Marathon, z. B. für Profiläufer und Mitglieder der New York Road Runners. Die übrigen Plätze werden in einer Lotterie zugeteilt.
Bis 2014 hatten Bewerber, die dreimal in Folge bei der Lotterie nicht gezogen wurden, Anspruch auf einen garantierten Startplatz. Diese Möglichkeit wurde anschließend abgeschafft.

### Derzeitiges Vergabeverfahren
Es gibt verschiedene Möglichkeiten, garantierte Plätze zu erwerben:
- Akkreditierte Reiseagenturen bieten Startplätze in Verbindung mit entsprechenden Reisepaketen an.
- Zahlreiche Wohltätigkeitsorganisationen vermitteln Startplatzkontingente gegen größere Spendenbeträge (in der Regel mehr als 2000 US-Dollar), wobei die Läufer dennoch in der Regel zusätzlich zur Spende die volle Startgebühr zahlen müssen. Die entsprechenden Läufer laufen im Verständnis der Veranstalter weniger für sich selbst, sondern als Botschafter der jeweiligen Sache.
- Das NYRR Team for Kids ist eine von NYRR selbst betriebene Wohltätigkeitsorganisation, die gegen Spenden Startplätze für verschiedene Läufe vergibt, darunter auch den Marathon.
- Sogenannte "Philanthropen-Mitglieder" der NYRR, die besondere Beiträge zahlen, erhalten auch garantierte Startplätze.

Auch Sponsoren und anderen Partnern des Laufs stehen teilweise Kontingente zur Verfügung.
Die übrigen Plätze teilen sich in zwei Kategorien: garantierte Teilnahme für Läufer, die bestimmte Kriterien erfüllen, und eine Lotterie für alle anderen Interessenten.
Kriterien für garantierte Teilnahme sind (Stand für den Marathon 2023):
- Das Unterschreiten bestimmter Zeitgrenzen bei einem Halbmarathon oder Marathon aus dem Vorjahr, der von den New York Road Runners (z. B. New-York-City-Halbmarathon) veranstaltet wird oder der von bestimmten Organisationen zertifiziert sind. Indoorläufe und virtuelle Läufe sind hierbei ausgeschlossen. Hierfür werden Finisherzeiten der Vorjahre analysiert und nach Altersklassen Zeitgrenzen festgelegt. In der Altersklasse 18–34 liegt die Grenze für Männer bei 2:53 Stunden im Marathon bzw. 1:21 im Halbmarathon, für Frauen bei 3:13 Stunden im Marathon und 1:32 Stunden im Halbmarathon. Dieselben Grenzen galten seit mindestens 2017. Die Grenzen für höhere Altersklassen steigen stetig an. Die höchste Altersklasse ist für Läufer ab 80 Jahren, bei denen eine Grenze von 4:55 h für Männer (2:15 h im Halbmarathon) bzw. 6:35 h für Frauen (2:50 h im Halbmarathon) gilt. Sollte das vorgesehene Kontingent nicht ausgeschöpft werden, werden Läufer nach Anmeldungsreihenfolge zugelassen, die vergleichbare online überprüfbare Ergebnisse bei anderen Läufen erreicht haben.
- Mitglieder der New York Road Runners, die an mindestens neun Läufen des Vereins im Vorjahr teilgenommen haben und zudem als Helfer bei einer Laufveranstaltung des Vereins (nicht jedoch dem Marathon) mitgewirkt haben. Die Teilnahme an einigen von den NYRR veranstalteten virtuellen Läufen kann auch eingerechnet werden.
- Läufer, die im Vorjahr einen Startplatz hatten und ihre Teilnahme gemäß den gültigen Richtlinien abgesagt haben. Hier gelten allerdings Einschränkungen für Plätze, die über Reiseveranstalter erworben wurden, oder Plätze, die von einer Wohltätigkeitsorganisation bereitgestellt wurden. Auch werden Bewerber nicht berücksichtigt, die zweimal in Folge abgesagt haben.
- Läufer, die schon mindestens 15 New-York-City-Marathons absolviert haben.
- Teilnehmer des virtuellen NYC-Marathons des Vorjahres können auch einen garantierten Platz erhalten.

Nach Anwendung aller Kriterien verbleibende Plätze werden über eine Lotterie verteilt. Der Zeitraum für die Lotterie variiert. Meist findet sie im Januar oder Februar über einige Wochen hinweg statt. Die Teilnahme an der Ziehung ist kostenlos. Die Ziehung der Plätze erfolgte später, wobei den Gewinnern sofort die Startgebühr von der bei der Anmeldung angegebenen Kreditkarte abgezogen wird. Schlägt die Buchung fehl, verliert der Gewinner den Platz, der stattdessen erneut unter den Lotterieteilnehmern verlost wird.
Die Lotterie ist in Kategorien aufgeteilt: Ein Drittel der Plätze geht in den Großraum New York, ein Drittel in die restlichen USA (nur die 50 Bundesstaaten und Washington, D.C.) und das verbleibende Drittel an internationale Bewerber (darunter auch zu den USA gehörige Gebiete wie Puerto Rico). Zuvor wurden nur die zwei Kategorien USA und Nicht-USA verwendet.
Die Zahl der Bewerbungen über das Losverfahren steigt tendenziell an. Waren es 2016 noch 82.172 Lose, die ausgegeben wurden, waren es 2018 schon 105.184. Die Zahl der hierdurch vergebenen Plätze variiert. Da infolge der Absage 2012 die damals angemeldeten Teilnehmer in einer der drei folgenden Jahre einen garantierten Platz erhalten konnten, waren es von 2013 bis 2015 unter 10.000 Teilnehmer, die per Los gezogen wurden.
2016 waren es 19.083, im Jahr 2018 nur 15.640 Teilnehmer.
Nach Absagen des Laufs, bislang in den Jahren 2012 und 2020 erfolgt, wurde schon zugelassenen Läufern angeboten, in einem der folgenden drei Jahre an dem Lauf teilzunehmen. In den Jahren 2013–2015 sowie 2021–2023 wurden hierdurch zahlreiche Plätze vergeben und standen für andere Kategorien nicht mehr zur Verfügung.

## Statistik

### Streckenrekorde
- Männer: 2:04:58 h, Tamirat Tola (ETH), 2023
- Frauen: 2:22:31 h, Margaret Okayo (KEN), 2003

### Siegerliste und Teilnehmerzahlen
Quellen: ARRS und Microsoft Encarta; siehe zu den einzelnen Siegern auch die Auflistung von Runner’s World und NYRRC
| Datum         | Männer                                                                  | Nation                                                                  | Zeit                                                                    | Frauen                                                                  | Nation                                                                  | Zeit                                                                    | Starter                                                                 | Starter                                                                 | Starter                                                                 | Starter                                                                 | Finisher                                                                | Finisher                                                                | Finisher   | Finisher |
| Datum         | Männer                                                                  | Nation                                                                  | Zeit                                                                    | Frauen                                                                  | Nation                                                                  | Zeit                                                                    | Männer                                                                  | Frauen                                                                  | Nichtbinär                                                              | Gesamt                                                                  | Männer                                                                  | Frauen                                                                  | Nichtbinär | Gesamt   |
| ------------- | ----------------------------------------------------------------------- | ----------------------------------------------------------------------- | ----------------------------------------------------------------------- | ----------------------------------------------------------------------- | ----------------------------------------------------------------------- | ----------------------------------------------------------------------- | ----------------------------------------------------------------------- | ----------------------------------------------------------------------- | ----------------------------------------------------------------------- | ----------------------------------------------------------------------- | ----------------------------------------------------------------------- | ----------------------------------------------------------------------- | ---------- | -------- |
| 3. Nov. 2024  | Abdi Nageeye                                                            | Niederlande                                                             | 2:07:39                                                                 | Sheila Chepkirui                                                        | Kenia                                                                   | 2:24:35                                                                 |                                                                         |                                                                         |                                                                         | 56012                                                                   | 30795                                                                   | 24731                                                                   | 120        | 55646    |
| 5. Nov. 2023  | Tamirat Tola                                                            | Äthiopien                                                               | 2:04:58                                                                 | Hellen Obiri                                                            | Kenia                                                                   | 2:27:23                                                                 |                                                                         |                                                                         |                                                                         | 51933                                                                   | 28501                                                                   | 22807                                                                   | 94         | 51402    |
| 6. Nov. 2022  | Evans Chebet                                                            | Kenia                                                                   | 2:08:41                                                                 | Sharon Lokedi                                                           | Kenia                                                                   | 2:23:23                                                                 |                                                                         |                                                                         |                                                                         |                                                                         | 26609                                                                   | 21185                                                                   | 46         | 47840    |
| 7. Nov. 2021  | Albert Korir                                                            | Kenia                                                                   | 2:08:22                                                                 | Peres Jepchirchir                                                       | Kenia                                                                   | 2:22:39                                                                 |                                                                         |                                                                         |                                                                         |                                                                         | 13634                                                                   | 11370                                                                   | 16         | 25020    |
| 1. Nov. 2020  | Abgesagt aufgrund von Sicherheitsbedenken infolge der COVID-19-Pandemie | Abgesagt aufgrund von Sicherheitsbedenken infolge der COVID-19-Pandemie | Abgesagt aufgrund von Sicherheitsbedenken infolge der COVID-19-Pandemie | Abgesagt aufgrund von Sicherheitsbedenken infolge der COVID-19-Pandemie | Abgesagt aufgrund von Sicherheitsbedenken infolge der COVID-19-Pandemie | Abgesagt aufgrund von Sicherheitsbedenken infolge der COVID-19-Pandemie | Abgesagt aufgrund von Sicherheitsbedenken infolge der COVID-19-Pandemie | Abgesagt aufgrund von Sicherheitsbedenken infolge der COVID-19-Pandemie | Abgesagt aufgrund von Sicherheitsbedenken infolge der COVID-19-Pandemie | Abgesagt aufgrund von Sicherheitsbedenken infolge der COVID-19-Pandemie | Abgesagt aufgrund von Sicherheitsbedenken infolge der COVID-19-Pandemie | Abgesagt aufgrund von Sicherheitsbedenken infolge der COVID-19-Pandemie |            |          |
| 3. Nov. 2019  | Geoffrey Kipsang Kamworor -2-                                           | Kenia                                                                   | 2:08:13                                                                 | Joyciline Jepkosgei                                                     | Kenia                                                                   | 2:22:38                                                                 |                                                                         |                                                                         |                                                                         | 54205                                                                   | 30886                                                                   | 22741                                                                   |            | 53627    |
| 4. Nov. 2018  | Lelisa Desisa                                                           | Äthiopien                                                               | 2:05:59                                                                 | Mary Keitany -4-                                                        | Kenia                                                                   | 2:22:48                                                                 |                                                                         |                                                                         |                                                                         |                                                                         | 30592                                                                   | 22112                                                                   |            | 50704    |
| 5. Nov. 2017  | Geoffrey Kipsang Kamworor                                               | Kenia                                                                   | 2:10:53                                                                 | Shalane Flanagan                                                        | Vereinigte Staaten                                                      | 2:26:53                                                                 | 30001                                                                   | 21277                                                                   |                                                                         | 51278                                                                   | 29682                                                                   | 21091                                                                   |            | 50773    |
| 6. Nov. 2016  | Ghirmay Ghebreslassie                                                   | Eritrea                                                                 | 2:07:51                                                                 | Mary Keitany -3-                                                        | Kenia                                                                   | 2:24:26                                                                 | 30285                                                                   | 21714                                                                   |                                                                         | 51999                                                                   | 29930                                                                   | 21464                                                                   |            | 51394    |
| 1. Nov. 2016  | Stanley Kipleting Biwott                                                | Kenia                                                                   | 2:10:34                                                                 | Mary Keitany -2-                                                        | Kenia                                                                   | 2:24:25                                                                 | 29291                                                                   | 20944                                                                   |                                                                         | 50235                                                                   | 28899                                                                   | 20696                                                                   |            | 49595    |
| 2. Nov. 2014  | Wilson Kipsang                                                          | Kenia                                                                   | 2:10:59                                                                 | Mary Keitany                                                            | Kenia                                                                   | 2:25:07                                                                 | 30324                                                                   | 20572                                                                   |                                                                         | 50896                                                                   | 30108                                                                   | 20422                                                                   |            | 50530    |
| 3. Nov. 2013  | Geoffrey Kiprono Mutai -2-                                              | Kenia                                                                   | 2:08:24                                                                 | Priscah Jeptoo                                                          | Kenia                                                                   | 2:25:07                                                                 | 31002                                                                   | 19738                                                                   |                                                                         | 50740                                                                   | 30699                                                                   | 19567                                                                   |            | 50266    |
| 4. Nov. 2012  | Abgesagt aufgrund der Folgen des Hurrikans Sandy                        | Abgesagt aufgrund der Folgen des Hurrikans Sandy                        | Abgesagt aufgrund der Folgen des Hurrikans Sandy                        | Abgesagt aufgrund der Folgen des Hurrikans Sandy                        | Abgesagt aufgrund der Folgen des Hurrikans Sandy                        | Abgesagt aufgrund der Folgen des Hurrikans Sandy                        | Abgesagt aufgrund der Folgen des Hurrikans Sandy                        | Abgesagt aufgrund der Folgen des Hurrikans Sandy                        | Abgesagt aufgrund der Folgen des Hurrikans Sandy                        | Abgesagt aufgrund der Folgen des Hurrikans Sandy                        |                                                                         |                                                                         |            |          |
| 6. Nov. 2011  | Geoffrey Kiprono Mutai                                                  | Kenia                                                                   | 2:05:06                                                                 | Firehiwot Dado                                                          | Äthiopien                                                               | 2:23:15                                                                 | 30200                                                                   | 17563                                                                   |                                                                         | 47763                                                                   | 30068                                                                   | 17272                                                                   |            | 47340    |
| 7. Nov. 2010  | Gebregziabher Gebremariam                                               | Äthiopien                                                               | 2:08:14                                                                 | Edna Ngeringwony Kiplagat                                               | Kenia                                                                   | 2:28:20                                                                 | 29097                                                                   | 16253                                                                   |                                                                         | 45350                                                                   | 28948                                                                   | 16155                                                                   |            | 45103    |
| 1. Nov. 2009  | Mebrahtom Keflezighi                                                    | Vereinigte Staaten                                                      | 2:09:15                                                                 | Derartu Tulu                                                            | Äthiopien                                                               | 2:28:52                                                                 | 28808                                                                   | 15369                                                                   |                                                                         | 44177                                                                   | 28485                                                                   | 15175                                                                   |            | 43660    |
| 2. Nov. 2008  | Marílson dos Santos -2-                                                 | Brasilien                                                               | 2:08:43                                                                 | Paula Radcliffe -3-                                                     | Vereinigtes Königreich                                                  | 2:23:56                                                                 | 25669                                                                   | 13163                                                                   |                                                                         | 38832                                                                   | 25216                                                                   | 12880                                                                   |            | 38096    |
| 4. Nov. 2007  | Martin Kiptoo Lel -2-                                                   | Kenia                                                                   | 2:09:04                                                                 | Paula Radcliffe -2-                                                     | Vereinigtes Königreich                                                  | 2:23:09                                                                 | 26525                                                                   | 12740                                                                   |                                                                         | 39265                                                                   | 26072                                                                   | 12535                                                                   |            | 38607    |
| 5. Nov. 2006  | Marílson dos Santos                                                     | Brasilien                                                               | 2:09:58                                                                 | Jeļena Prokopčuka -2-                                                   | Lettland                                                                | 2:25:05                                                                 | 25890                                                                   | 12478                                                                   |                                                                         | 38368                                                                   | 25546                                                                   | 12320                                                                   |            | 37866    |
| 6. Nov. 2005  | Paul Tergat                                                             | Kenia                                                                   | 2:09:30                                                                 | Jeļena Prokopčuka                                                       | Lettland                                                                | 2:24:41                                                                 | 25279                                                                   | 12318                                                                   |                                                                         | 37597                                                                   | 24795                                                                   | 12062                                                                   |            | 36857    |
| 7. Nov. 2004  | Hendrick Ramaala                                                        | Südafrika                                                               | 2:09:28                                                                 | Paula Radcliffe                                                         | Vereinigtes Königreich                                                  | 2:23:10                                                                 | 25051                                                                   | 12206                                                                   |                                                                         | 37257                                                                   | 24574                                                                   | 11988                                                                   |            | 36562    |
| 2. Nov. 2003  | Martin Kiptoo Lel                                                       | Kenia                                                                   | 2:10:30                                                                 | Margaret Okayo -2-                                                      | Kenia                                                                   | 2:22:31                                                                 | 23359                                                                   | 11927                                                                   |                                                                         | 35286                                                                   | 23014                                                                   | 11715                                                                   |            | 34729    |
| 3. Nov. 2002  | Rodgers Rop                                                             | Kenia                                                                   | 2:08:07                                                                 | Joyce Chepchumba                                                        | Kenia                                                                   | 2:25:56                                                                 | 22140                                                                   | 10209                                                                   |                                                                         | 32560                                                                   | 21625                                                                   | 10209                                                                   |            | 31834    |
| 4. Nov. 2001  | Tesfaye Jifar                                                           | Äthiopien                                                               | 2:07:43                                                                 | Margaret Okayo                                                          | Kenia                                                                   | 2:24:21                                                                 | 17080                                                                   | 6977                                                                    |                                                                         | 24057                                                                   | 16811                                                                   | 6853                                                                    |            | 23664    |
| 5. Nov. 2000  | Abdelkader El Mouaziz                                                   | Marokko                                                                 | 2:10:09                                                                 | Ljudmila Petrowa                                                        | Russland                                                                | 2:25:45                                                                 | 21289                                                                   | 8641                                                                    |                                                                         | 29930                                                                   | 21005                                                                   | 8331                                                                    |            | 29336    |
| 7. Nov. 1999  | Joseph Chebet                                                           | Kenia                                                                   | 2:09:14                                                                 | Adriana Fernández                                                       | Mexiko                                                                  | 2:25:06                                                                 | 23077                                                                   | 9426                                                                    |                                                                         | 32503                                                                   | 22626                                                                   | 9160                                                                    |            | 31786    |
| 1. Nov. 1998  | John Kagwe -2-                                                          | Kenia                                                                   | 2:08:45                                                                 | Franca Fiacconi                                                         | Italien                                                                 | 2:25:17                                                                 | 23327                                                                   | 9071                                                                    |                                                                         | 32398                                                                   | 22587                                                                   | 8952                                                                    |            | 31539    |
| 2. Nov. 1997  | John Kagwe                                                              | Kenia                                                                   | 2:08:12                                                                 | Franziska Rochat-Moser                                                  | Schweiz                                                                 | 2:28:43                                                                 | 22608                                                                   | 8792                                                                    |                                                                         | 31400                                                                   | 22014                                                                   | 8413                                                                    |            | 30427    |
| 3. Nov. 1996  | Giacomo Leone                                                           | Italien                                                                 | 2:09:54                                                                 | Anuța Cătună                                                            | Rumänien                                                                | 2:28:18                                                                 | 21350                                                                   | 7650                                                                    |                                                                         | 29000                                                                   | 20749                                                                   | 7433                                                                    |            | 28182    |
| 12. Nov. 1995 | Germán Silva -2-                                                        | Mexiko                                                                  | 2:11:00                                                                 | Tegla Loroupe -2-                                                       | Kenia                                                                   | 2:28:06                                                                 | 21350                                                                   | 7650                                                                    |                                                                         | 29000                                                                   | 20284                                                                   | 6470                                                                    |            | 26754    |
| 6. Nov. 1994  | Germán Silva                                                            | Mexiko                                                                  | 2:11:21                                                                 | Tegla Loroupe                                                           | Kenia                                                                   | 2:27:37                                                                 | 23814                                                                   | 7315                                                                    |                                                                         | 31129                                                                   | 22758                                                                   | 6977                                                                    |            | 29735    |
| 14. Nov. 1993 | Andrés Espinosa                                                         | Mexiko                                                                  | 2:10:04                                                                 | Uta Pippig                                                              | Deutschland                                                             | 2:26:24                                                                 | 21989                                                                   | 6151                                                                    |                                                                         | 28140                                                                   | 20781                                                                   | 5816                                                                    |            | 26597    |
| 1. Nov. 1992  | Willie Mtolo                                                            | Südafrika                                                               | 2:09:29                                                                 | Lisa Martin-Ondieki                                                     | Australien                                                              | 2:24:40                                                                 | 23047                                                                   | 5609                                                                    |                                                                         | 28656                                                                   | 22356                                                                   | 5441                                                                    |            | 27797    |
| 3. Nov. 1991  | Salvador García                                                         | Mexiko                                                                  | 2:09:28                                                                 | Liz McColgan                                                            | Vereinigtes Königreich                                                  | 2:27:32                                                                 | 21520                                                                   | 5380                                                                    |                                                                         | 26900                                                                   | 20593                                                                   | 5204                                                                    |            | 25797    |
| 4. Nov. 1990  | Douglas Wakiihuri                                                       | Kenia                                                                   | 2:12:39                                                                 | Wanda Panfil                                                            | Polen                                                                   | 2:30:45                                                                 | 20285                                                                   | 4727                                                                    |                                                                         | 25012                                                                   | 19274                                                                   | 4500                                                                    |            | 23774    |
| 5. Nov. 1989  | Juma Ikangaa                                                            | Tansania                                                                | 2:08:01                                                                 | Ingrid Kristiansen                                                      | Norwegen                                                                | 2:25:30                                                                 | 20247                                                                   | 4749                                                                    |                                                                         | 24996                                                                   | 19971                                                                   | 4688                                                                    |            | 24659    |
| 6. Nov. 1988  | Steve Jones                                                             | Vereinigtes Königreich                                                  | 2:08:20                                                                 | Grete Waitz -9-                                                         | Norwegen                                                                | 2:28:07                                                                 | 19310                                                                   | 4153                                                                    |                                                                         | 23463                                                                   | 18431                                                                   | 3974                                                                    |            | 22405    |
| 1. Nov. 1987  | Ibrahim Hussein                                                         | Kenia                                                                   | 2:11:01                                                                 | Priscilla Welch                                                         | Vereinigtes Königreich                                                  | 2:30:17                                                                 | 18604                                                                   | 3919                                                                    |                                                                         | 22523                                                                   | 17555                                                                   | 3689                                                                    |            | 21244    |
| 2. Nov. 1986  | Gianni Poli                                                             | Italien                                                                 | 2:11:06                                                                 | Grete Waitz -8-                                                         | Norwegen                                                                | 2:28:06                                                                 | 17016                                                                   | 3486                                                                    |                                                                         | 20502                                                                   | 16366                                                                   | 3323                                                                    |            | 19689    |
| 27. Okt. 1985 | Orlando Pizzolato -2-                                                   | Italien                                                                 | 2:11:34                                                                 | Grete Waitz -7-                                                         | Norwegen                                                                | 2:28:34                                                                 | 14099                                                                   | 2606                                                                    |                                                                         | 16705                                                                   | 13403                                                                   | 2478                                                                    |            | 15881    |
| 28. Okt. 1984 | Orlando Pizzolato                                                       | Italien                                                                 | 2:14:53                                                                 | Grete Waitz -6-                                                         | Norwegen                                                                | 2:29:30                                                                 | 12195                                                                   | 2395                                                                    |                                                                         | 14590                                                                   | 12196                                                                   | 2394                                                                    |            | 14590    |
| 23. Okt. 1983 | Rod Dixon                                                               | Neuseeland                                                              | 2:08:59                                                                 | Grete Waitz -5-                                                         | Norwegen                                                                | 2:27:00                                                                 | 12838                                                                   | 2355                                                                    |                                                                         | 15193                                                                   | 12343                                                                   | 2205                                                                    |            | 14548    |
| 24. Okt. 1982 | Alberto Salazar -3-                                                     | Vereinigte Staaten                                                      | 2:09:29                                                                 | Grete Waitz -4-                                                         | Norwegen                                                                | 2:27:14                                                                 | 12233                                                                   | 2075                                                                    |                                                                         | 14308                                                                   | 11700                                                                   | 1899                                                                    |            | 13599    |
| 25. Okt. 1981 | Alberto Salazar -2-                                                     | Vereinigte Staaten                                                      | 2:08:13                                                                 | Allison Roe                                                             | Neuseeland                                                              | 2:25:29                                                                 | 12467                                                                   | 2029                                                                    |                                                                         | 14496                                                                   | 11466                                                                   | 1757                                                                    |            | 13223    |
| 26. Okt. 1980 | Alberto Salazar                                                         | Vereinigte Staaten                                                      | 2:09:41                                                                 | Grete Waitz -3-                                                         | Norwegen                                                                | 2:25:42                                                                 | 12050                                                                   | 1962                                                                    |                                                                         | 14012                                                                   | 10890                                                                   | 1622                                                                    |            | 12512    |
| 21. Okt. 1979 | Bill Rodgers -4-                                                        | Vereinigte Staaten                                                      | 2:11:42                                                                 | Grete Waitz -2-                                                         | Norwegen                                                                | 2:27:33                                                                 | 10207                                                                   | 1326                                                                    |                                                                         | 11533                                                                   | 9274                                                                    | 1203                                                                    |            | 10477    |
| 22. Okt. 1978 | Bill Rodgers -3-                                                        | Vereinigte Staaten                                                      | 2:12:12                                                                 | Grete Waitz                                                             | Norwegen                                                                | 2:32:30                                                                 | 8937                                                                    | 938                                                                     |                                                                         | 9875                                                                    | 7819                                                                    | 769                                                                     |            | 8588     |
| 23. Okt. 1977 | Bill Rodgers -2-                                                        | Vereinigte Staaten                                                      | 2:11:20                                                                 | Miki Gorman -2-                                                         | Vereinigte Staaten                                                      | 2:43:10                                                                 | 4595                                                                    | 228                                                                     |                                                                         | 4823                                                                    | 3522                                                                    | 179                                                                     |            | 3701     |
| 24. Okt. 1976 | Bill Rodgers                                                            | Vereinigte Staaten                                                      | 2:10:09                                                                 | Miki Gorman                                                             | Vereinigte Staaten                                                      | 2:39:11                                                                 | 2002                                                                    | 88                                                                      |                                                                         | 2090                                                                    | 1486                                                                    | 63                                                                      |            | 1549     |
| 28. Sep. 1975 | Tom Fleming -2-                                                         | Vereinigte Staaten                                                      | 2:19:27                                                                 | Kim Merritt                                                             | Vereinigte Staaten                                                      | 2:46:14                                                                 | 490                                                                     | 44                                                                      |                                                                         | 534                                                                     | 303                                                                     | 36                                                                      |            | 339      |
| 29. Sep. 1974 | Norbert Sander                                                          | Vereinigte Staaten                                                      | 2:26:31                                                                 | Kathrine Switzer                                                        | Vereinigte Staaten                                                      | 3:07:29                                                                 | 501                                                                     | 26                                                                      |                                                                         | 527                                                                     | 250                                                                     | 9                                                                       |            | 259      |
| 30. Sep. 1973 | Tom Fleming                                                             | Vereinigte Staaten                                                      | 2:21:55                                                                 | Nina Kuscsik -2-                                                        | Vereinigte Staaten                                                      | 2:57:08                                                                 | 394                                                                     | 12                                                                      |                                                                         | 406                                                                     | 277                                                                     | 5                                                                       |            | 282      |
| 1. Okt. 1972  | Sheldon Karlin                                                          | Vereinigte Staaten                                                      | 2:27:52                                                                 | Nina Kuscsik                                                            | Vereinigte Staaten                                                      | 3:08:41                                                                 | 278                                                                     | 6                                                                       |                                                                         | 284                                                                     | 92                                                                      | 2                                                                       |            | 94       |
| 19. Sep. 1971 | Norm Higgins                                                            | Vereinigte Staaten                                                      | 2:22:54                                                                 | Beth Bonner                                                             | Vereinigte Staaten                                                      | 2:55:22                                                                 | 240                                                                     | 5                                                                       |                                                                         | 245                                                                     | 153                                                                     | 4                                                                       |            | 157      |
| 13. Sep. 1970 | Gary Muhrcke                                                            | Vereinigte Staaten                                                      | 2:31:39                                                                 | ---                                                                     | ---                                                                     | ---                                                                     | 126                                                                     | 1                                                                       |                                                                         | 127                                                                     | 55                                                                      | 0                                                                       |            | 55       |

Anmerkung: Bei einer Nachmessung stellte sich die Strecke des Jahres 1981 als 151 Meter zu kurz heraus (42.044 Meter). Vermutlich waren die auf gleicher Strecke ausgetragenen Läufe der Jahre 1976 bis 1980 ebenfalls zu kurz.
| Finisherzahlen                                                           | Finisherzahlen | Finisherzahlen | Finisherzahlen | Finisherzahlen |
| ------------------------------------------------------------------------ | -------------- | -------------- | -------------- | -------------- |
| Jahr                                                                     |                |                |                | Finisher       |
| 1971                                                                     | 1971           |                | 157            | 157            |
| 1972                                                                     | 1972           |                | 94             | 94             |
| 1973                                                                     | 1973           |                | 282            | 282            |
| 1974                                                                     | 1974           |                | 259            | 259            |
| 1975                                                                     | 1975           |                | 339            | 339            |
| 1976                                                                     | 1976           |                | 1.549          | 1.549          |
| 1977                                                                     | 1977           |                | 3.701          | 3.701          |
| 1978                                                                     | 1978           |                | 8.588          | 8.588          |
| 1979                                                                     | 1979           |                | 10.477         | 10.477         |
| 1980                                                                     | 1980           |                | 12.512         | 12.512         |
| 1981                                                                     | 1981           |                | 13.223         | 13.223         |
| 1982                                                                     | 1982           |                | 13.599         | 13.599         |
| 1983                                                                     | 1983           |                | 14.548         | 14.548         |
| 1984                                                                     | 1984           |                | 14.590         | 14.590         |
| 1985                                                                     | 1985           |                | 15.881         | 15.881         |
| 1986                                                                     | 1986           |                | 19.689         | 19.689         |
| 1987                                                                     | 1987           |                | 21.244         | 21.244         |
| 1988                                                                     | 1988           |                | 22.405         | 22.405         |
| 1989                                                                     | 1989           |                | 24.659         | 24.659         |
| 1990                                                                     | 1990           |                | 23.774         | 23.774         |
| 1991                                                                     | 1991           |                | 25.797         | 25.797         |
| 1992                                                                     | 1992           |                | 27.797         | 27.797         |
| 1993                                                                     | 1993           |                | 26.597         | 26.597         |
| 1994                                                                     | 1994           |                | 29.735         | 29.735         |
| 1995                                                                     | 1995           |                | 26.754         | 26.754         |
| 1996                                                                     | 1996           |                | 28.182         | 28.182         |
| 1997                                                                     | 1997           |                | 30.427         | 30.427         |
| 1998                                                                     | 1998           |                | 31.539         | 31.539         |
| 1999                                                                     | 1999           |                | 31.786         | 31.786         |
| 2000                                                                     | 2000           |                | 29.336         | 29.336         |
| 2001                                                                     | 2001           |                | 23.664         | 23.664         |
| 2002                                                                     | 2002           |                | 31.834         | 31.834         |
| 2003                                                                     | 2003           |                | 34.729         | 34.729         |
| 2004                                                                     | 2004           |                | 36.562         | 36.562         |
| 2005                                                                     | 2005           |                | 36.857         | 36.857         |
| 2006                                                                     | 2006           |                | 37.866         | 37.866         |
| 2007                                                                     | 2007           |                | 38.607         | 38.607         |
| 2008                                                                     | 2008           |                | 38.096         | 38.096         |
| 2009                                                                     | 2009           |                | 43.660         | 43.660         |
| 2010                                                                     | 2010           |                | 45.103         | 45.103         |
| 2011                                                                     | 2011           |                | 47.340         | 47.340         |
| 2013                                                                     | 2013           |                | 50.266         | 50.266         |
| 2014                                                                     | 2014           |                | 50.530         | 50.530         |
| 2016                                                                     | 2016           |                | 51.394         | 51.394         |
| 2016                                                                     | 2016           |                | 49.595         | 49.595         |
| 2017                                                                     | 2017           |                | 50.773         | 50.773         |
| 2018                                                                     | 2018           |                | 50.704         | 50.704         |
| 2019                                                                     | 2019           |                | 53.627         | 53.627         |
| 2021                                                                     | 2021           |                | 25.020         | 25.020         |
| 2022                                                                     | 2022           |                | 47.840         | 47.840         |
| 2023                                                                     | 2023           |                | 51.402         | 51.402         |
| 2024                                                                     | 2024           |                | 55.646         | 55.646         |
| Zahl der Finisher in jedem Jahr. 2012 und 2020 fand kein Marathon statt. |                |                |                |                |